# ファレノプシス (競走馬)
ファレノプシスは日本の競走馬、繁殖牝馬。1998年の桜花賞、秋華賞、2000年のエリザベス女王杯などを制した。1998年度JRA賞最優秀4歳牝馬、2000年度同最優秀5歳以上牝馬。馬名は、胡蝶蘭の学名である。
半弟に2002年のピーターパンステークスを制し、日本生産馬として43年ぶりのアメリカ重賞優勝馬となったサンデーブレイク（父フォーティナイナー）、2013年東京優駿優勝馬キズナ（父ディープインパクト）がいる。

## 出生
母のキャットクイルは甥にGI競走3勝を挙げたビワハヤヒデと、クラシック三冠を含む同5勝のナリタブライアンがいる。マエコウファームを経営する前田幸治はキャットクイルを1993年にイギリスで行われたセリ市で落札した直後に、ビワハヤヒデの管理調教師の浜田光正に産駒の管理と翌1994年の種牡馬の選択を依頼し、浜田がこの年のクラシック戦線を賑わせていたナリタブライアンの父のブライアンズタイムを推薦したことで前田は2頭を交配させた。
1995年4月、北海道新冠町のマエコウファーム（後のノースヒルズマネジメント　現・ノースヒルズ）にてキャットクイルは後のファレノプシスとなる黒鹿毛の牝馬を出産した。その血統背景から誕生前より大きな期待を掛けられていたが、同馬は幼駒の頃から体質が弱く、「すくむ体質」だったため調教がままならず、逆体温にも悩まされた。また後躯が非常に貧弱で、競走馬にはなれないのではないかとも見られていた。
しかし3歳春頃より急速に状態が良化していき、9月には栗東の浜田厩舎に入る。当初浜田はその能力に懐疑的であったが、調教を続ける内に後躯の状態が良化、優れた動きを見せ始めた。

## 戦績

### 3-4歳時（1997-1998年）

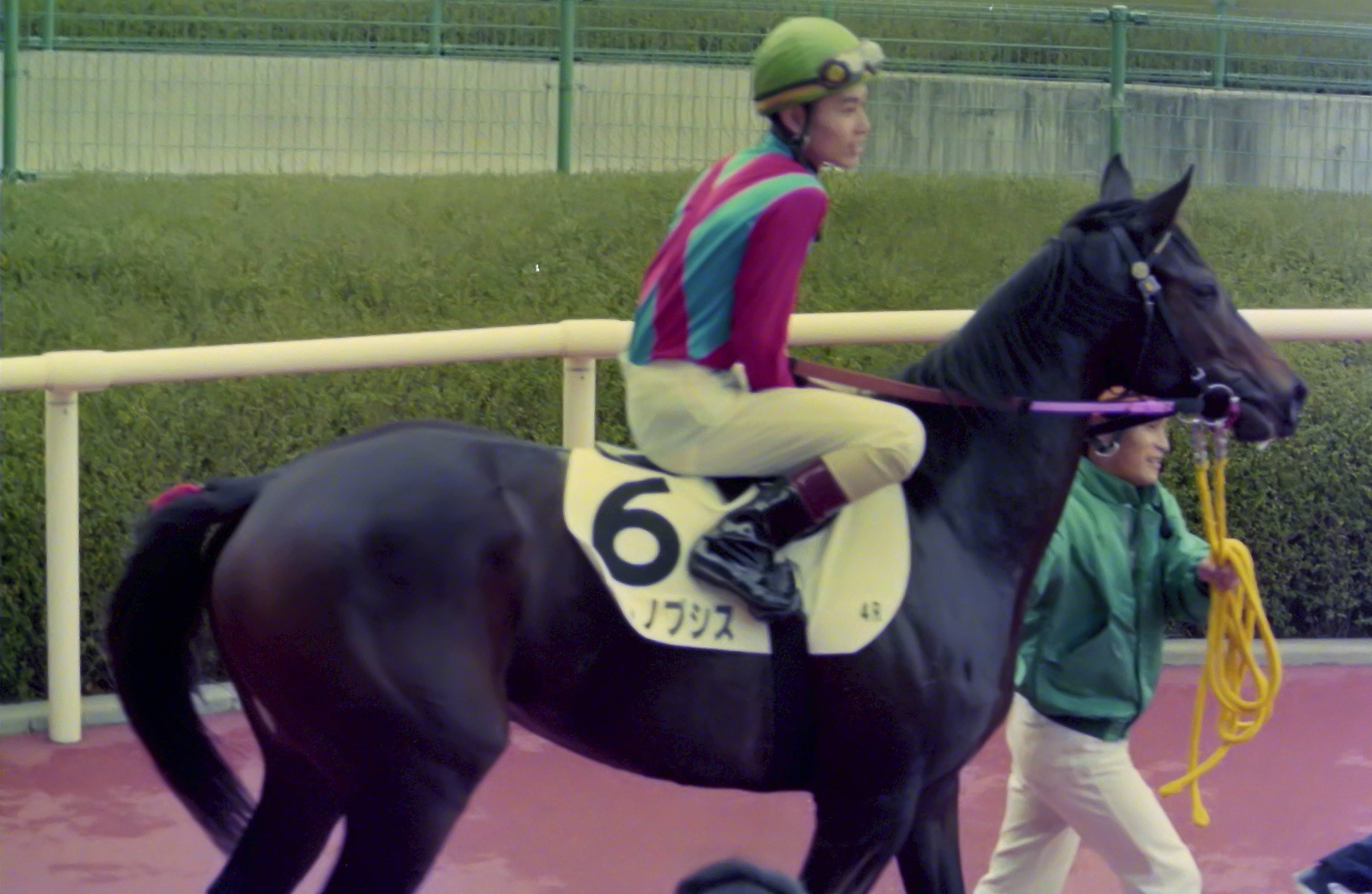
新馬戦優勝時

1997年11月30日、阪神開催の新馬戦でデビュー。鞍上は浜田厩舎所属の若手騎手・石山繁が務めた。脚への負担を考慮してダート競走への出走であったが、2着に9馬身差・2歳レコードタイムでの圧勝を収める。続く条件戦、年明け緒戦のエルフィンステークスと快勝。春に控えた牝馬クラシック戦線への最有力候補と目された。
3月のチューリップ賞（桜花賞トライアル）で重賞に初出走。前年の最優秀3歳牝馬アインブライド、シンザン記念で牡馬を退けたダンツシリウス等を抑え、1番人気に支持された。しかし馬体重は414kgと細化、レースもスタートで出遅れると、道中から直線にかけて終始馬群に包まれた状態となり、ダンツシリウスの4着に終わった。状態の悪さに加え、騎乗ミスが明確であったと判断され、この競走を最後に石山は降板となる。クラシック初戦の桜花賞に向けて、新たな鞍上には武豊を迎えた。
4月12日の桜花賞では3番人気であったが、前走から10kg増と状態は回復を見た。レースは道中中団前方から、直線で逃げ粘るロンドンブリッジを交わして優勝。重賞初勝利をクラシックで果たした。生産者兼馬主の前田幸治にとっては、牧場創設14年目で初めてのGI制覇となった。
クラシック二冠を目指した優駿牝馬（オークス）では、戦前から2400mという距離への不安説があった。レースでは後方待機策から直線で追い込むも、エリモエクセルとエアデジャヴーを捉えきれず、3着に敗れた。競走後に武は「これほど距離が持つとは思わなかった。失敗した」と、不安から消極的なレース運びとなったことを悔やむコメントを出している。
浜田の方針から夏は放牧に出されず、栗東で過ごした。9月27日にローズステークス（秋華賞トライアル）で復帰、前走から一転して先行策からの勝利を挙げた。迎えた牝馬三冠最終戦・秋華賞ではエアデジャヴーに1番人気を譲ったものの、中団待機から最終コーナーで先頭に並び掛け、直後先頭からゴールまで押し切り優勝。牝馬二冠を達成した。
競走後、浜田からジャパンカップ出走が表明されたが、状態の不安から回避となり、休養に入った。翌年1月には当年の最優秀4歳牝馬に選出された。

### 5-6歳時（1999-2000年）
休養の後、翌年3月に復帰。緒戦のマイラーズカップは10着と大敗を喫したが、次走の京王杯スプリングカップは勝ったグラスワンダーから1馬身余りの差で5着と、復調を見せた。しかし春の目標とした安田記念を前に熱発を起こし、休養に入る。
夏に札幌記念で復帰すると、同期のクラシック二冠馬・セイウンスカイに半馬身差の2着となる。その後は間隔を開け、秋の目標としたエリザベス女王杯に出走、当日1番人気に支持された。しかし最後の直線要所で進路を失い、6着に終わる。年末にはグランプリ・有馬記念に出走するも8着と大敗し、シーズンを終えた。
不利を受けて敗れたエリザベス女王杯の雪辱を期し、翌2000年も競走生活を続行する。しかし緒戦に予定していたフェブラリーステークスを蕁麻疹で回避、改めて復帰したマイラーズカップでは10着と大敗し、さらに競走後に脚部不安を生じて休養に入った。前年と同様に札幌記念で復帰するも7着に終わり、競走後には球節炎を発症する。これを受け、エリザベス女王杯へは前年と同様に直行となった。
11月12日、エリザベス女王杯を迎える。本競走をもっての引退が表明されており、当日は「究極の仕上げ」という好調で臨んだ。松永幹夫を鞍上に3番人気の支持を受けると、レースは2番人気トゥザヴィクトリーが先導するスローペースの中、5、6番手を進んだ。そして最終コーナーにかけて先行馬を捉えに動くと、最後の直線では粘るフサイチエアデールをゴール前で交わし、半馬身の差を付けて優勝。秋華賞以来およそ2年振りの勝利で、引退を飾った。
翌年1月5日、京都競馬場で引退式が行われ、エリザベス女王杯のゼッケン「2」を着けてファンにラストランを披露した。その馬名に因み、記念撮影では胡蝶蘭で編まれたレイが掛けられ、関係者にも胡蝶蘭の花束が手渡された。同月、エリザベス女王杯優勝が評価され、2000年度の最優秀5歳以上牝馬に選出された。

## 競走成績
| 年月日 | 年月日 | 年月日 | 競馬場 | レース名          | 格      | 頭数 | 人気 | 着順 | 距離（状態）  | タイム  | （3F） | 着差   | 騎手     | 斤量 [kg] | 馬体重 [kg] | 勝ち馬/（2着馬）       |
| 1997   | 11.    | 30     | 阪神   | 3歳新馬           |         | 9    | 1    | 01着 | ダ1200m（重） | R1:11.5 | (36.0) | -1.5秒 | 石山繁   | 52        | 424         | （ジュディアーバン）   |
|        | 12.    | 14     | 阪神   | さざんか賞        | 500万下 | 15   | 1    | 01着 | 芝1400m（良） | 01:22.6 | (36.6) | -0.4秒 | 石山繁   | 53        | 428         | （アマートベン）       |
| 1998   | 2.     | 15     | 京都   | エルフィンS       | OP      | 15   | 1    | 01着 | 芝1600m（良） | 01:36.6 | (36.7) | -0.2秒 | 石山繁   | 53        | 422         | （マルカコマチ）       |
|        | 3.     | 7      | 阪神   | チューリップ賞    | GIII    | 13   | 1    | 04着 | 芝1600m（良） | 01:37.2 | (34.8) | -0.3秒 | 石山繁   | 54        | 414         | ダンツシリウス         |
|        | 4.     | 12     | 阪神   | 桜花賞            | GI      | 18   | 3    | 01着 | 芝1600m（良） | 01:34.0 | (35.8) | -0.2秒 | 武豊     | 55        | 424         | （ロンドンブリッジ）   |
|        | 5.     | 31     | 東京   | 優駿牝馬          | GI      | 18   | 1    | 03着 | 芝2400m（良） | 02:28.4 | (34.8) | -0.3秒 | 武豊     | 55        | 430         | エリモエクセル         |
|        | 9.     | 27     | 阪神   | ローズS           | GII     | 11   | 1    | 01着 | 芝2000m（稍） | 02:04.4 | (36.6) | -0.1秒 | 武豊     | 54        | 438         | （ビワグッドラック）   |
|        | 10.    | 25     | 京都   | 秋華賞            | GI      | 18   | 2    | 01着 | 芝2000m（良） | 02:02.4 | (36.1) | -0.2秒 | 武豊     | 55        | 436         | （ナリタルナパーク）   |
| 1999   | 3.     | 7      | 阪神   | マイラーズカップ  | GII     | 14   | 5    | 10着 | 芝1600m（良） | 01:37.3 | (37.9) | -1.7秒 | 松永幹夫 | 56        | 446         | エガオヲミセテ         |
|        | 5.     | 15     | 東京   | 京王杯スプリングC | GII     | 18   | 6    | 05着 | 芝1400m（良） | 01:20.7 | (34.0) | -0.2秒 | 武豊     | 56        | 434         | グラスワンダー         |
|        | 8.     | 22     | 札幌   | 札幌記念          | GII     | 10   | 2    | 02着 | 芝2000m（良） | 02:00.2 | (35.4) | -0.1秒 | 武豊     | 55        | 440         | セイウンスカイ         |
|        | 11.    | 14     | 京都   | エリザベス女王杯  | GI      | 18   | 1    | 06着 | 芝2200m（良） | 02:13.8 | (35.0) | -0.3秒 | 武豊     | 56        | 442         | メジロドーベル         |
|        | 12.    | 26     | 中山   | 有馬記念          | GI      | 14   | 9    | 08着 | 芝2500m（良） | 02:38.1 | (35.3) | -0.9秒 | 蛯名正義 | 55        | 442         | グラスワンダー         |
| 2000   | 4.     | 15     | 阪神   | マイラーズカップ  | GII     | 18   | 5    | 10着 | 芝1600m（良） | 01:35.3 | (36.7) | -1.0秒 | 熊沢重文 | 57        | 444         | マイネルマックス       |
|        | 8.     | 20     | 札幌   | 札幌記念          | GII     | 14   | 1    | 07着 | 芝2000m（良） | 02:00.5 | (35.5) | -0.6秒 | 松永幹夫 | 55        | 448         | ダイワカーリアン       |
|        | 11.    | 12     | 京都   | エリザベス女王杯  | GI      | 17   | 3    | 01着 | 芝2200m（良） | 02:12.8 | (33.6) | -0.1秒 | 松永幹夫 | 56        | 440         | （フサイチエアデール） |

- タイム欄のRはレコード勝ちを示す。

## 繁殖牝馬時代
引退後は故郷ノースヒルズマネジメント(現・ノースヒルズ)で繁殖牝馬として供用されていたが、2016年7月1日にクモ膜下出血のため、死亡した。

### 産駒一覧
|        | 生年   | 馬名               | 性別 | 毛色   | 父馬               | 馬主                                               | 厩舎                             | 戦績    |
| ------ | ------ | ------------------ | ---- | ------ | ------------------ | -------------------------------------------------- | -------------------------------- | ------- |
| 初仔   | 2002年 | スパンゴールド     | 牝   | 青鹿毛 | サンデーサイレンス | （有）ノースヒルズマネジメント                     | 栗東・浜田光正                   | 9戦1勝  |
| 2番仔  | 2003年 | ティンクルハート   | 牝   | 青鹿毛 | サンデーサイレンス | （有）ノースヒルズマネジメント                     | 栗東・浜田光正                   | 6戦0勝  |
| 3番仔  | 2004年 | ルアシェイア       | 牝   | 黒鹿毛 | フジキセキ         | （有）ノースヒルズマネジメント →（株）ノースヒルズ | 栗東・浜田光正 →栗東・中竹和也   | 28戦3勝 |
| 4番仔  | 2005年 | フィーユ           | 牝   | 栗毛   | ダンスインザダーク | （有）ノースヒルズマネジメント                     | 栗東・森秀行                     | 8戦1勝  |
| 5番仔  | 2006年 | アディアフォーン   | 牝   | 黒鹿毛 | ダンスインザダーク | （有）ノースヒルズマネジメント →（株）ノースヒルズ | 栗東・橋口弘次郎                 | 31戦3勝 |
| 6番仔  | 2007年 | ラナンキュラス     | 牝   | 青毛   | スペシャルウィーク | （有）ノースヒルズマネジメント →前田幸治           | 栗東・矢作芳人                   | 13戦2勝 |
| 7番仔  | 2009年 | アワーグラス       | 牝   | 栗毛   | アグネスタキオン   | （株）ノースヒルズ                                 | 栗東・中竹和也                   | 5戦0勝  |
| 8番仔  | 2011年 | クールオープニング | 牡   | 青鹿毛 | マンハッタンカフェ | 前田晋二                                           | 栗東・橋口弘次郎 →栗東・橋口慎介 | 48戦3勝 |
| 9番仔  | 2012年 | クライミングローズ | 牝   | 青鹿毛 | マンハッタンカフェ | 前田幸治                                           | 栗東・角田晃一                   | 17戦2勝 |
| 10番仔 | 2015年 | ヴィンセント       | 牡   | 黒鹿毛 | ハーツクライ       | 前田幸治                                           | 栗東・橋口慎介 →大井・上杉昌宏   | 33戦0勝 |
| 11番仔 | 2016年 | レイナローサ       | 牝   | 黒鹿毛 | ヴィクトワールピサ | （株）ノースヒルズ                                 | 栗東・清水久詞                   | 3戦0勝  |

## 血統表
| ファレノプシスの血統                                     | ファレノプシスの血統             | ファレノプシスの血統 | （血統表の出典） | （血統表の出典） |
| 父系                                                     | ロベルト系                       | ロベルト系           | ロベルト系       | [ § 2 ]          |
| 父 *ブライアンズタイム Brian's Time 1985 黒鹿毛 アメリカ | 父の父Roberto 1969 鹿毛          | Hail to Reason       | Turn-to          | Turn-to          |
| 父 *ブライアンズタイム Brian's Time 1985 黒鹿毛 アメリカ | 父の父Roberto 1969 鹿毛          | Hail to Reason       | Nothirdchance    |                  |
| 父 *ブライアンズタイム Brian's Time 1985 黒鹿毛 アメリカ | 父の父Roberto 1969 鹿毛          | Bramalea             | Nashua           | Nashua           |
| 父 *ブライアンズタイム Brian's Time 1985 黒鹿毛 アメリカ | 父の父Roberto 1969 鹿毛          | Bramalea             | Rarelea          |                  |
| 父 *ブライアンズタイム Brian's Time 1985 黒鹿毛 アメリカ | 父の母Kelley's Day 1977 鹿毛     | Graustark            | Ribot            | Ribot            |
| 父 *ブライアンズタイム Brian's Time 1985 黒鹿毛 アメリカ | 父の母Kelley's Day 1977 鹿毛     | Graustark            | Flower Bowl      |                  |
| 父 *ブライアンズタイム Brian's Time 1985 黒鹿毛 アメリカ | 父の母Kelley's Day 1977 鹿毛     | Golden Trail         | Hasty Road       | Hasty Road       |
| 父 *ブライアンズタイム Brian's Time 1985 黒鹿毛 アメリカ | 父の母Kelley's Day 1977 鹿毛     | Golden Trail         | Sunny Vale       |                  |
| 母 *キャットクイル Catequil 1990 鹿毛 カナダ             | 母の父Storm Cat 1983 黒鹿毛      | Storm Bird           | Northern Dancer  | Northern Dancer  |
| 母 *キャットクイル Catequil 1990 鹿毛 カナダ             | 母の父Storm Cat 1983 黒鹿毛      | Storm Bird           | South Ocean      |                  |
| 母 *キャットクイル Catequil 1990 鹿毛 カナダ             | 母の父Storm Cat 1983 黒鹿毛      | Terlingua            | Secretariat      | Secretariat      |
| 母 *キャットクイル Catequil 1990 鹿毛 カナダ             | 母の父Storm Cat 1983 黒鹿毛      | Terlingua            | Crimson Saint    |                  |
| 母 *キャットクイル Catequil 1990 鹿毛 カナダ             | 母の母Pacific Princess 1973 鹿毛 | Damascus             | Sword Dancer     | Sword Dancer     |
| 母 *キャットクイル Catequil 1990 鹿毛 カナダ             | 母の母Pacific Princess 1973 鹿毛 | Damascus             | Kerala           |                  |
| 母 *キャットクイル Catequil 1990 鹿毛 カナダ             | 母の母Pacific Princess 1973 鹿毛 | Fiji                 | Acropolis        | Acropolis        |
| 母 *キャットクイル Catequil 1990 鹿毛 カナダ             | 母の母Pacific Princess 1973 鹿毛 | Fiji                 | Riffi F-No.13-a  |                  |
| 母系(F-No.)                                              | 13号族(FN:13-a)                  | 13号族(FN:13-a)      | 13号族(FN:13-a)  | [ § 3 ]          |
| 5代内の近親交配                                          | なし                             | なし                 | なし             | [ § 4 ]          |
| 出典                                                     | 1. 2. 3. 4.                      | 1. 2. 3. 4.          | 1. 2. 3. 4.      | 1. 2. 3. 4.      |

母はビワハヤヒデ・ナリタブライアンの母パシフィカスの半妹。父ブライアンズタイムはナリタブライアンと同じであり、同馬とは「4分の3同血」となっている。

### 主な近親
- 半弟：サンデーブレイク（ピーターパンステークス）
- 半弟：キズナ（京都新聞杯、毎日杯、東京優駿、ニエル賞、大阪杯）
- 従兄：ビワハヤヒデ（菊花賞、天皇賞・春、宝塚記念など）
- 従兄：ナリタブライアン（朝日杯3歳ステークス、皐月賞、東京優駿、菊花賞、有馬記念など）
- 従弟：ビワタケヒデ（ラジオたんぱ賞）
- 祖母：Pacific Princess（デラウェアオークス）
- 大伯母：Fleet Wahine（ヨークシャーオークスなど）
- 曾祖母：Fiji（コロネーションステークス）